# Баудуки (Торино)
Баудуки је насеље у Италији у округу Торино, региону Пијемонт.
Према процени из 2011. у насељу је живело 303 становника. Насеље се налази на надморској висини од 225 м.